# OpenSBI
OpenSBI est une implémentation en logiciel libre, sous licence BSD 2-clauses, de l'interface binaire du superviseur (anglais : Supervisor Binary Interface, SBI) de RISC-V, développé par Western Digital et des participants à la fondation RISC-V International. SBI permet au système d'exploitation d'interagir avec l'environnement d'exécution en mode superviseur (anglais : supervisor execution environment, SEE, également appelé mode machine, (anglais : machine mode), au sein de l'anneau de protection). Il a été défini pour l'architecture RISC−V afin de fournir une interface clairement définie pour le superviseur du système d'exploitation, standardisant les processus de virtualisation et d'ajout de nouvelle plateformes matérielles.
Il a également permis d'éliminer le besoin du système amorçage de Berkeley « Berkeley bootloader » (BBL), facilitant ainsi l'ajout dans les noyaux des systèmes d'exploitation des données des périphériques et permet d'initialiser le matériel pendant la séquence de démarrage.
Dans l'architecture RISC-V, trois principaux modes sont utilisés. Le mode utilisateur (anglais : User Mode), mode superviseur (anglais : Supervisor Mode), mode machine (anglais : Machine Mode), SBI se situe entre le mode Superviseur de l'OS et le mode machine (ou SEE), ce dernier étant remplacé, dans le cas de la virtualisation, par l'environnement d'exécution hyperviseur (anglais : Hypervisor Execution Environment, HEE).

## Utilisation
QEMU l'inclut et l'utilise comme firmware par défaut pour la plateforme RISC-V.
Différentes implémentations libres de RISC-V en HDL, comme par exemple celles de la PULP-Plateform, et/ou proposées en ASIC par des industriels, proposent l'utilisation ou sont livrées avec OpenSBI dans le firmware de la séquence de démarrage de leur matériel.